# Laška vas pri Štorah
Laška vas pri Štorah je naselje v Občini Štore.

## Prebivalstvo
Etnična sestava 1991:
- Slovenci: 200 (96,6 %)
- Hrvati: 2 (1 %)
- Neznano: 5 (2,4 %)